# Habilitat motora fina
L'habilitat motriu fina és la coordinació dels moviments musculars petits que es produeixen en parts del cos com els dits, generalment en coordinació amb els ulls. En relació amb les habilitats motores de les mans i els dits, sovint es fa servir el terme destresa. Quan s'aplica a la teoria de l'aptitud humana, se'n diu destresa manual. L'alt nivell de destresa manual que mostren els éssers humans es pot atribuir a la manera que les tasques manuals són controlades pel sistema nerviós. Quan un nen presenta problemes en la lectoescriptura, una de les causes pot ser que no se li dona la importància necessària a l'estimació de la motricitat fina des del seu primer mes de vida, cosa que es reflecteix posteriorment en tasques on s'utilitzen els ulls, les mans i els dits alhora, com ara: esquinçar, tallar, pintar, apilonar objectes, colorar, escriure i que permetin al nen exercitar la vista en el moment de llegir. Es classifiquen en dos grups: les conductes motores globals i la motricitat fina. Les conductes motores globals impliquen el moviment dels braços, les cames, els peus o el cos sencer. Això inclou accions com ara córrer, gatejar, caminar, nedar i altres activitats que impliquen els músculs més grossos.
Els moviments de la mà són iniciats per ordres procedents d'una regió de l'àrea motora primària que conté un gran nombre de neurones corticoespinals (CST), neurones especialitzades denominades cèl·lules corticomotoneuronals (CM). Les cèl·lules CM descendeixen a la medul·la espinal per formar connexions monosinàptiques amb les neurones motores de la banya ventral. La recerca ha demostrat que aquestes connexions monosinàptiques poden explicar la notable destresa manual observada en els primats, incloent-hi els éssers humans.

## Tipus d'habilitats motores
Les conductes motores són els moviments i les accions que es produeixen per la contracció dels músculs. Es classifiquen en dos grups: les conductes motores globals i la motricitat fina. Les conductes motores globals impliquen el moviment dels braços, les cames, els peus o el cos sencer. Això inclou accions com ara córrer, gatejar, caminar, nedar i altres activitats que impliquen els músculs més grossos. Les conductes motores fines són els petits moviments que es produeixen a les mans, els canells, els dits, els peus, els dits dels peus, els llavis i la llengua. Són les petites accions que es produeixen, com agafar objectes entre el polze i el dit índex, utilitzar un llapis per escriure amb bona lletra, agafar una forquilla i fer-la servir per menjar i altres tasques de músculs petits del dia a dia.
Aquests dos tipus de conductes motores es desenvolupen juntes i afecten en gran manera la coordinació del nen. A través de cada etapa de desenvolupament de la vida d'un nen, infància primerenca, preescolar i en edat escolar, les conductes motores es consoliden gradualment i entre els 6 i 12 anys, els nens en general han arribat a desenvolupar la motricitat fina. Aquestes es mantindran desenvolupant amb l'edat i la pràctica amb un major ús dels músculs mentre es practiquen esports, tocar un instrument, utilitzar l'ordinador i l'escriptura.

## Problemes més comuns
La motricitat fina es pot deteriorar. Algunes de les raons del deteriorament podria ser una lesió, malaltia, accident cervell vascular, deformitats congènites, paràlisi cerebral i discapacitats del desenvolupament. Els problemes amb el cervell, la medul·la espinal, els nervis perifèrics, els músculs o les articulacions també poden tenir un efecte sobre les habilitats motores fines i disminuir el control. Si un nadó o un nen de menys de cinc anys no està desenvolupant les seves habilitats motores fines, presentarà signes de dificultat per controlar els moviments del cos coordinats amb les mans, els dits i la cara. En els nens petits, el retard en la capacitat de seure o d'aprendre a caminar pot ser un senyal primerenc que hi haurà problemes amb les habilitats motores fines. Els nens també poden mostrar signes de dificultat amb tasques com tallar amb tisores, dibuixar línies, plegar la roba, sostenir un llapis, escriure i tancar una cremallera. Aquestes són tasques que impliquen habilitats motores fines, i si un nen hi té dificultat, podria tenir una mala coordinació oculomanual i podria necessitar teràpia per millorar les seves habilitats.

## Avaluació
S'han desenvolupat moltes proves a fi d'avaluar el grau de motricitat fina. Entre elles hi ha tasques de força a joc. Els éssers humans exhibeixen un alt grau de precisió en les tasques de les característiques determinades de força on un individu és instruït a fi que coincideixi amb una força de referència aplicada a un dit amb el mateix o diferent dit. Els éssers humans també exhibeixen un alt grau de precisió durant les tasques que requereixen força de prensió. Aquests aspectes de destresa manual són evidents en la capacitat dels éssers humans d'utilitzar eines amb eficàcia.